# Snuff (canción)
«Snuff»  —traducido al español podría ser: «Sufrimiento»— es una canción de la banda estadounidense de metal alternativo Slipknot, lanzada como el quinto sencillo de su cuarto álbum All Hope Is Gone, el 28 de septiembre de 2009. La canción llegó al número 2 en el Billboard Hot Mainstream Rock Tracks, siendo su mejor desempeño en esta lista hasta la fecha, superando a «Dead Memories». No se incluyó en el setlist de All Hope Is Gone World Tour, pero la banda interpretó la canción en vivo el 11 de octubre de 2009, en Kennewick,
Washington. 
Roadrunner Records colocó a «Snuff» en el número 6 de sus videos musicales más grandes de todos los tiempos. La canción también fue nominada al mejor sencillo en el 2010 en los Premios Kerrang!, pero perdió frente a «Liquid Confidence» de You Me at Six.

Es el último sencillo de la banda lanzado antes de la muerte del bajista Paul Gray, que murió ocho meses después de su lanzamiento, y también el último sencillo lanzado ante el baterista Joey Jordison, quien fue despedido de la banda cuatro años después hasta su muerte en julio de 2021. Durante los últimos shows de Stone Sour, Corey Taylor ha realizado una versión acústica de «Snuff» en homenaje a Paul Gray.

## Video musical
Se anunció el 14 de octubre por Roadrunner Records que un video musical con la calidad de producción suficiente como para considerarlo un cortometraje iba a ser lanzado para «Snuff», se estrenó el 18 de diciembre de 2009 a las 21:09. Ofrece una mirada obsesiva en la mente de un amante obsesionado por la melancolía, el corazón roto más de un amante perdido. Fue dirigido por Shawn Crahan y P.R. Brown, cuenta con Malcolm McDowell, quién actúa de portero en aquella residencia en el video y Ashley Laurence, conocida por su actuación en Hellraiser. Corey Taylor aparece por segunda vez en un video de Slipknot sin su máscara.

## Lista de canciones
Sencillo promocional
1. «Snuff» (Radio Edit) – 4:12
2. «Snuff» (Album Edit) – 4:26
3. «Snuff» (Album Version) – 4:36

## Posicionamiento en listas
| País           | Lista (2009)                             | Mejor posición |
| -------------- | ---------------------------------------- | -------------- |
| Estados Unidos | Billboard Bubbling Under Hot 100 Singles | 10             |
| Estados Unidos | Billboard Alternative Songs              | 12             |
| Estados Unidos | Billboard Hot Mainstream Rock Tracks     | 2              |
| Estados Unidos | Billboard Rock Songs                     | 6              |
| Estados Unidos | Billboard Heatseekers Songs              | 14             |

## Personal

### Slipknot
- (#8) Corey Taylor - voz
- (#7) Mick Thomson - guitarra
- (#6) Shawn Crahan - percusión
- (#5) Craig Jones - samples
- (#4) James Root - guitarra
- (#3) Chris Fehn - percusión
- (#2) Paul Gray - bajo
- (#1) Joey Jordison - batería
- (#0) Sid Wilson - Dj

### Producción
- Dave Fortman – Productor
- Jeremy Parker – Ingeniería
- Colin Richardson – Mezclador
- Matt Hyde – Meclador
- Oli Wright – Ingeniero Asistente
- Ted Jensen – Masterizador